# St. Sebastian (Beratzhausen)

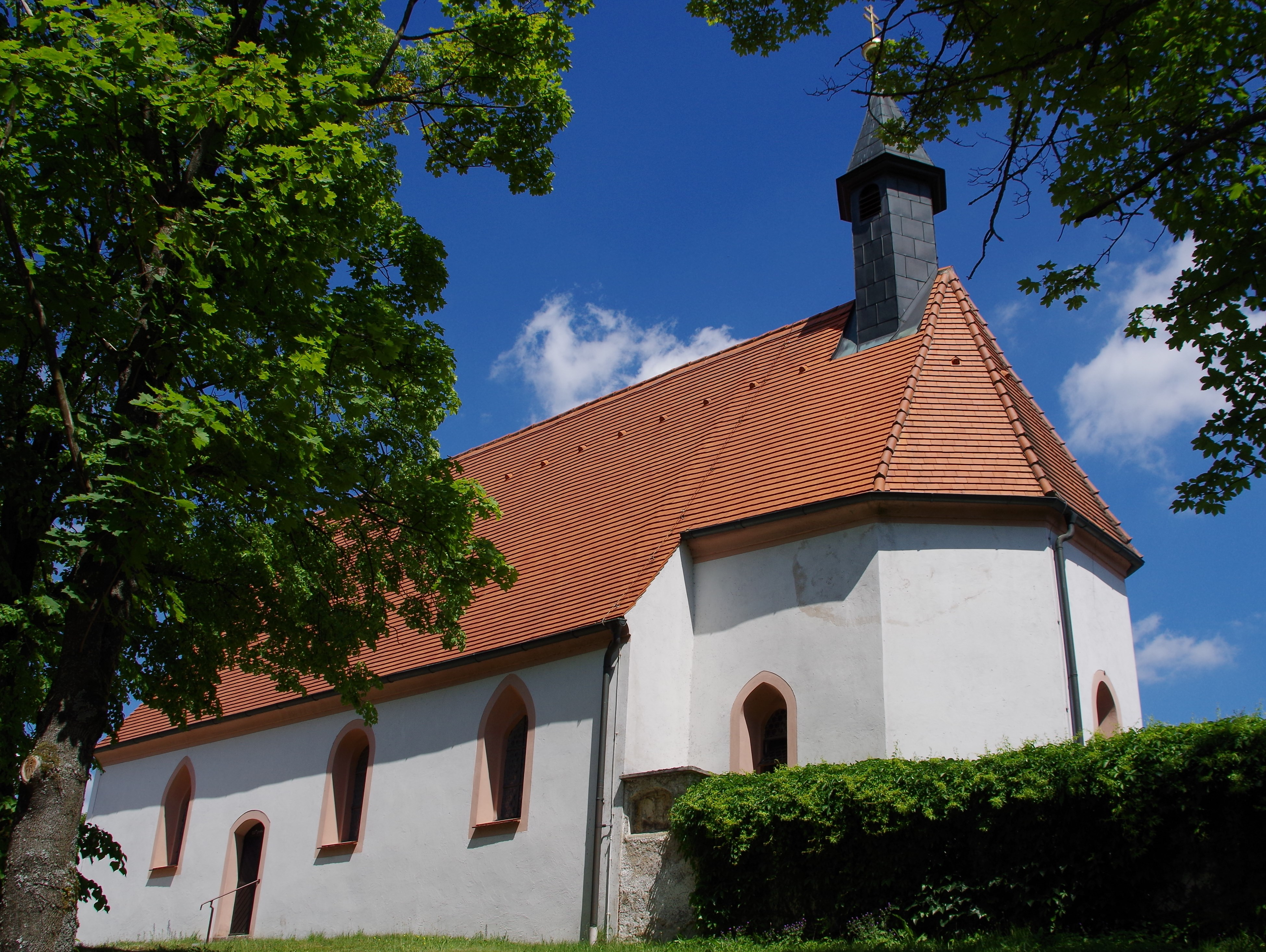
Friedhofskapelle St. Sebastian in Beratzhausen

Die Friedhofskapelle und Filialkirche St. Sebastian wurde Mitte des 15. Jahrhunderts auf dem Hennenberg errichtet.

## Geschichte
Mitte des 15. Jahrhunderts wurde die Kapelle auf dem Hennenberg (früher: Pronberg) gegen Pest und Krankheit genannt. Das Gotteshaus St. Sebastian wurde 1496 erstmals schriftlich erwähnt. Michl Proner verschrieb der Sebastianskirche 1496 eine Gült aus seinem Haus und Garten. Zechpröpste waren damals Hans Kleuflen und Lorenz Lanckhamer.
Der Friedhof von Beratzhausen lag ursprünglich bei der Pfarrkirche des Ortes. Da man fürchtete, dass von diesem Friedhof eine Gesundheitsgefahr für die Marktbewohner ausginge (1574 sind „80 personen [durch Seuchen] allbereit darauf gegangen“), wurde um 1590 ein Friedhof außerhalb des Marktes bei der Sebastianskapelle angelegt. Die Bürger waren damals angeblich „willens gewesen, bei der Capellen ufm berf ein begräbnis aufzurichten, dazu unser gn. f. u. h. 100 fl gnediglich bewilligt.“ Nachdem sie aber „befunden, daß der boden  des Orts felsig und hierzu untüchtig, hetten sie vor dem obern tor einen acker in fürschlag“ als Friedhof verwendet. Damals gab es jährlich Todesfälle von 15 seniores und 50 juniores. Da aber auch diese Begräbnisstätte so nahe den Häusern nicht anging, sollte der Friedhof bei der Sebastianskapelle doch in Betrieb genommen werden. Allerdings wurden noch 1788 Leute im Friedhof bei der Pfarrkirche begraben, wobei durch eine Verordnung aus Neuburg dies zu verbieten versucht wurde („da die Ausdünstungen der toten Körper die Luft anstecken und nicht selten gefährliche Krankheiten nach sich ziehen“) sollte die Schließung des „Unteren Friedhofs“ notfalls mit Zwangsmitteln erzwungen werden. Bürgermeister, Rat und Bürger wehrten sich dagegen, da die Flächen auf dem Kapellenberg zu klein, die Entfernung zu weit und die Wege bei Schnee und Eis nicht begehbar gewesen seien. Also wurde der alte Friedhof 1789 wieder geöffnet. Allerdings wurden im Zuge der Montgelasschen Reformen die Bestattungen bei der Pfarrkirche 1803 endgültig eingestellt, der Friedhof wurde 1810 auf Anordnung des Landgerichtes Hemau demoliert.
Auf dem Friedhof wurde 1991 eine Gedenkstätte für die Gefallenen des Krieges 1939–1945 errichtet. Sie ist aus weißem Muschelkalk gestaltet und mit einem modernen Kruzifix ausgestattet. Auf den Tafeln rechts und links sind die Namen der Kriegstoten eingraviert.

## Kirchengebäude
Die Kirche ist ein traufständiger Saalbau mit eingezogenem Chor. Letzterer besitzt Kreuz- und Kappengewölbe. Die Kirche besitzt einen mit Blech eingedeckten Dachreiter mit einem Spitzdach. Sie wurde 1713 baulich verändert.
1940 wurde der rückwärtige Teil dieser Kapelle zur Leichenhalle umgebaut und 1965, nach dem Bau des neuen Friedhofes mit Leichenhalle an der Parsberger Straße, in seinen früheren Zustand zurückversetzt. Von 1945 bis zum Bau der evangelischen Kirche diente die Kapelle der evangelischen Gemeinde von Beratzhausen als Gotteshaus.

## Innenausstattung
Im linken Seitenaltar ist ein Hochreliefepitaph, mit dem den Kindern des Freiherrn von Herstenczky gedacht wird. Der rechte Seitenaltar war vermutlich dem Beratzhausener Pfleger und Oberjägermeister Tobias Freiherr Herstenzkhy (1600) gewidmet. Er zeigt eine Fegefeuerdarstellung mit der Künstlerinschrift Conrad „Jos von stuottgart“.
Auch diese Kirche ist Ziel einer Wallfahrt. So wurde 2014 im Zuge der Einführung eines „TriAnnum“, einer über  drei Jahre laufenden Reihe an Gottesdiensten, Andachten, Wallfahrten, Vorträgen, Konzerten und anderen Veranstaltungen, auch eine Wallfahrt von der Pfarrkirche zur Friedhofskirche St. Sebastian zu deren Patrozinium am 20. Januar wieder eingeführt.